# Buenavista (Ixtlahuacán de los Membrillos)
Buenavista es una localidad del estado mexicano de Jalisco. Es parte del municipio de Ixtlahuacán de los Membrillos.

## Demografía
| Gráfica de evolución demográfica |
|                                  |

| Censo | Población |
| ----- | --------- |
| 1900  | 320       |
| 1910  | 480       |
| 1921  | 588       |
| 1930  | 512       |
| 1940  | 579       |
| 1950  | 469       |
| 1960  | 686       |
| 1970  | 753       |
| 1980  | 883       |
| 1990  | 1 169     |
| 2000  | 1 566     |
| 2010  | 1 893     |
| 2020  | 2 038     |